# Jorge Seré
Jorge Fernando Seré Dulcini (Montevidéu, 9 de julho de 1961) é um ex-futebolista profissional uruguaio, que atuava como goleiro.

## Carreira
Jorge Seré se profissionalizou no Danubio, fez parte da seleção de seu país, foi campeão da Copa Intercontinental em 1988 pelo Nacional de Montevidéu, partida em que defendeu 4 pênaltis contra o PSV, da Holanda. Também jogou no Liverpool Football Club e no Coritiba Foot Ball Club (atuou em apenas duas partidas).

## Seleção
Jorge Seré integrou a Seleção Uruguaia de Futebol na Copa América de 1987, sendo campeão.

## Títulos
Nacional de Montevidéu
- Copa Intercontinental: 1988
- Copa Libertadores da América: 1988
- Recopa Sul-Americana: 1989
- Campeonato Uruguaio de Futebol: 1992

Seleção do Uruguai
- Copa América: 1987